# Madonna Durán
La Madonna Durán (també coneguda com la Mare de Déu en vermell o Mare de Déu i Nen dins fornícula o Madonna entronitzada) és una pintura a l'oli sobre taula de roure realitzada entre 1435–1438 pel pintor flamenc Rogier van der Weyden. La pintura deriva de la Mare de Déu llegint amb el Nen de Jan van Eyck i, posteriorment, també aquesta obra esdevendria referència per altres autors. L'obra, actualment és al museu del Prado de Madrid; descriu una serena Verge Maria sedent abillada amb un vestit llarg vermell amb detalls daurats a les vores. Maria bressola al Nen Jesús que està assegut a la seva falda, jugant amb els fulls d'un llibre sagrat o un manuscrit en què descansen les mirades d'ambdues figures. Però, a diferència del treball primerenc de Van der Eyck, Van der Weyden no només col·loca els seus personatges dins un absis gòtic o fornícula -com havia fet amb les anteriors obres (Madonna dempeus i Mare de Déu i Nen entronitzats), sinó també els col·loca sobre un sòcol que sobresurt, i així aconseguir emfasitzar la seva impressió escultòrica.
Jesús apareix molt més crescut que en altres pintures contemporànies d'aquesta classe. Està lluny de ser un bebè, físicament desenvolupat i l'autor ho plasma amb molt realisme. És, de fet un nen petit, sense la suavitat habitual de les representacions del segle xv de la Marededéu i el Nen. La pintura es caracteritza per l'aspecte escultòric que Van der Weyden sovint utilitza, i per la seva semblança en els colors amb el seu Davallament de la Creu de c. 1435 (Madrid) i del retaule de Miraflores de c. 1442-45 (Berlín).
La pintura va ser adquirida per Pedro Fernández-Durán el 1899 per al Palacio de Boadilla, Madrid, d'on va adquirir el nom pel qual és coneguda. El 1930, va ser donada al Museo del Prado, on es conserva.

## Descripció
Maria està representada amb una llarga túnica vermella amb caputxa i tocat blanc, amb el Nen Jesús amb una camisa blanca assegut a la seva falda. El Nen, encuriosit, fulleja i arruga les pàgines d'un llibre, enfilat als genolls de la seva mare. El llibre se situa al centre de l'escena, per simbolitzar la centralitat de la Paraula divina de la fe cristiana. Segons l'anàlisi del Prado, el llibre representa una al·lusió a les "Sagrades Escriptures que anuncien la missió redemptora de Crist".
Un àngel amb vestimenta gris fosc embolcallada sobre el cap de Maria, aguantant una corona amb perles incrustades destinada a Maria assumint el seu rol de Reina del Cel. Els plecs de la llarga túnica de Maria ocupen l'espai pictòric, ocultant el seu tron i caient fins a tapar els seus peus. Els personatges estan emmarcats dins una fornícula escultòrica o absis amb traceria gòtica similar a les que també va representar al seu Davallament de la Creu. Els arcs corbats de la fornícula repeteixen les línies de la figura de Maria que està encorbada com protegint l'infant. Aquestes línies i els càlids colors donen a l'escena el seu sentit d'harmonia interna.

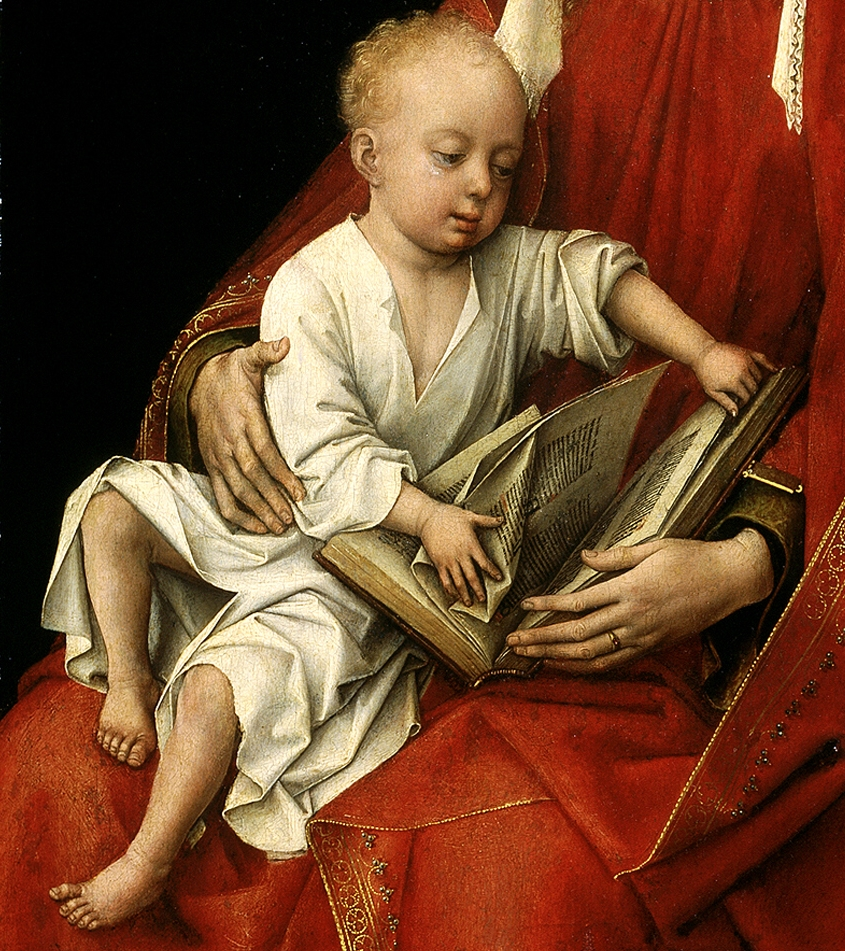
Detall que mostra el Nen inquiet fullejant els pergamins del llibre sagrat

Totes les anàlisi historicoartístiques fins a mitjan segle xx, feien poc èmfasi en l'edat que representa tenir Jesús, més avançada que d'habitual en aquest període. Tampoc posaven l'accent en la importància del manuscrit o la forma en que Jesús sembla fullejar-lo energèticament, sota la indulgent observació de Maria. Més recentment, historiadors d'art com Alfred Acres han ressaltat la importància de la llibertat de moviment i la interpretació naturalista del nen com un exemple deliberadament elegant i seré del treball, sobretot en una obra com aquesta d'un pintor conscient de si mateix i compositivament compromès com Van der Weyden. Acres creu que el llibre és fonamental per comprendre la pintura, i ressalta la seva perfecta centralitat en la taula; és el focus d'ambdues figures que el subjecten amb les mans i el miren fixament, alhora que Jesús sembla passar les pàgines del final cap al començament. Mentre que, a la seva mà dreta té una sèrie de pergamins arrugats sense prestar-li atenció, amb la mà esquerra, amb més cura, està a punt d'obrir la cantonada inferior esquerra de la pàgina oberta. S'ha identificat que el llibre està obert mirant cap a Maria.
Era habitual incloure els llibres sagrats en les representacions de la Mare de Déu en la pintura del nord en el segle xv, que, generalment, associen la idea de la Mare de Déu com una representació d'aprenentatge o de la saviesa; ara bé, en cap altra pintura contemporània els fulls es passen amb tanta energia, ni en sentit contrari a l'ordre habitual de lectura. Acres suggereix que l'infant passa cap enrere cap al Genesis 3 que descriu la Caiguda de l'home, citant altres tres treballs on Van der Weyden articula de forma similar el tema de la redempció, incloent la Madonna dempeus del Kunsthistorisches Museu on la Madonna és flanquejada per les figures d'Adam i Eva.

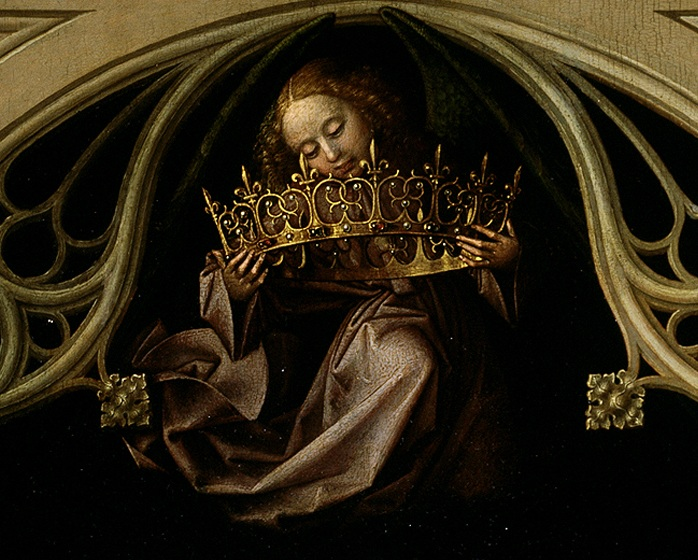
Detall que mostra l'àngel que flota al capdamunt de la fornícula mentre subjecte la corona sobre el cap de Maria

L'historiador de l'art Lorne Campbell creu que la pintura va ser influïda per la Mare de Déu i el Nen de Robert Campin -ara a Frankfurt-, tots dos representant l'ideal de bellesa femenina i fent un ús elegant de llargues vestidures. Campbell destaca que ambdós treballs són composicions de línies diagonals fortes, amb les figures principals sobresortint primer pla central, gairebé en forma de trompe-l'œil. La Madonna Durán és sovint comparada amb el Retaule de Miraflores del mateix Van der Weyden, pel colorit del vestit de Maria i per l'aspecte escultòric similar als relleus d'aquest tríptic més primerenc. A més a més, el dibuix subjacent del cap de Maria és molt similar al de l'amablement idealitzada Madonna del seu Díptic Froimont (després 1460), ara en el Museu de Belles Arts de Caen. A causa d'aquestes fortes semblances, l'atribució a Van der Weyden no està en dubte, tot i que l'obra se sap que ha estat freqüentment copiada a Espanya després que va estar allà en algun període del segle xvi.
El repintat en negre del fons, probablement va ser afegit a petició d'un venedor del segle xviii, en un intent de modernitzar la peça com a obra de gènere i restar importància a la seva temàtica religiosa. Una recerca ajudada per radiografia no va permetre confirmar-ho en no haver trobat cap detall perdut o dibuix sota les gruixudes capes de pintura.

## Efectes visuals

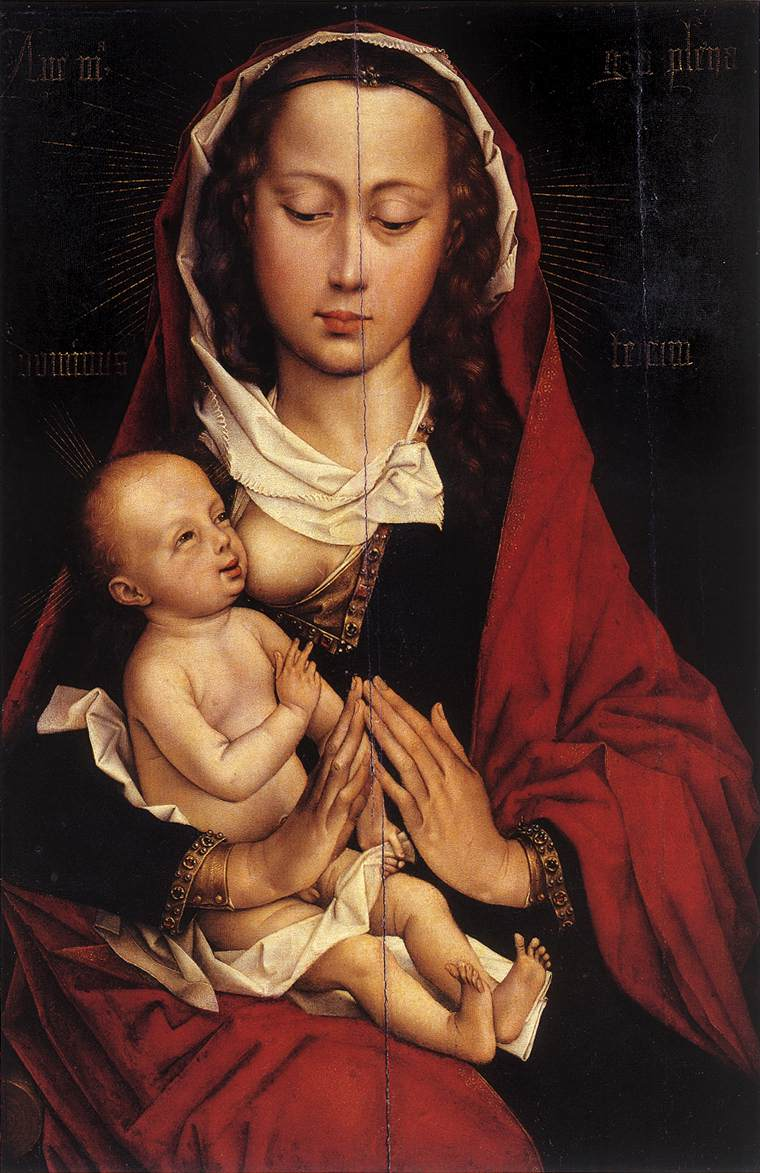
Ala esquerra del Díptic Froimont, després 1460. Museu de Belles Arts de Caen

Van der Weyden sovint va representa figures realistes i voluminoses situades en espais escultòrics superficials, on semblen fora d'escala i estar justos. L'espai omplert per les figures és indefinit i ambiguament localitzat. Maria i el Nen estan asseguts en una mènsula que sobresurt, que amb la seva tridimensionalitat dona la impressió que les figures són part d'un relleu en una obra de grans dimensions. Això dona a l'obra una perspectiva vertiginosa i dislocada; el seu particular sentit de l'espai i la col·locació.
La pintura és un exemple primerenc del costum Van der Weyden de representar les seves figures amb l'aparença d'escultures policromades, un efecte aquí accentuada pel fons neutre. La tendència de Van der Weyden per moure's entre l'escultura i la pintura de forma il·lusionista es pot veure de forma destacada en el seu Davallament de la Creu. L'historiador de l'art Robert Nosow senyala l'aspecte arquitectònic del marc de gòtic, i la forma en què les línies de la Verge i el Nen els fa semblar-se a estàtues amb vida. L'historiador de l'art Shirley Neilsen Blum escriu els elements escultòrics d'imitació, "força a l'espectador a enfrontar-se contínuament l'aparent presència real de dos mitjans, l'escultura i la pintura... Rogier desafia la lògica i per això realça la màgica qualitat de la imatge. La divinitat s'accentua perquè ha transcendit la definició de la tècnica."